# أنطيوخوس الأول

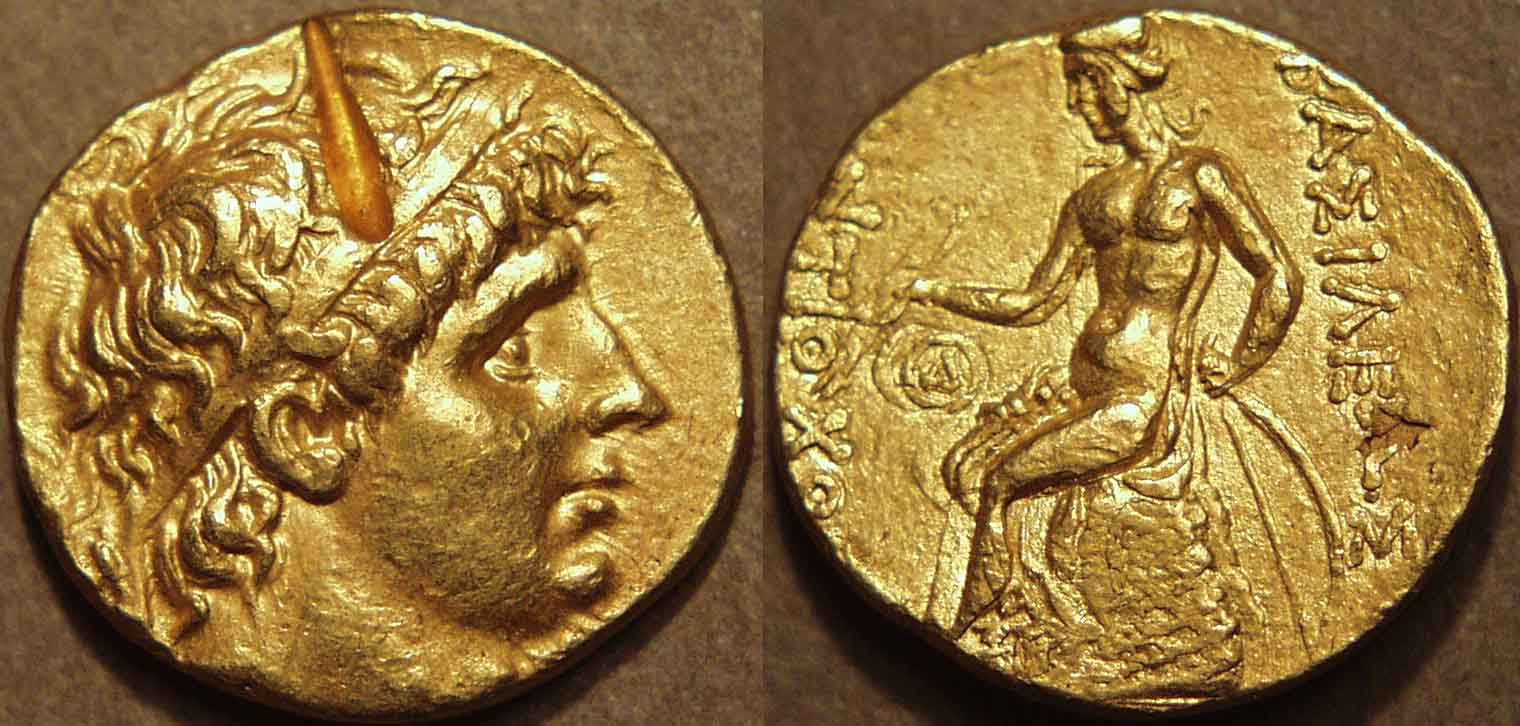
أنطيوخوس الأول

أنطيوخوس الأول أو أنطيخس الأول (المخلص) (غير معروف - 261 ق.م) (باليونانية القديمة: Σέλευκος Β' Καλλίνικος) و هو ثاني ملوك الدولة السلوقية و ابن سلوقس الأول حكم من (281 ق.م -261 ق.م).
بعد اغتيال أبيه واندلاع ثورة في سوريا اضطر إلى توقيع معاهدة سلام مع قاتل أبيه بطليموس كيراونوس و التخلي عن مقدونيا، وفي الأناضول لم يتمكن من تقليص نفوذ بيثينيا والسلالات الفارسية التي حكمت كابادوكيا.
في عام 278 ق.م وإثر غزو الغاليين للأناضول تمكن أنطوخيوس من التغلب عليهم عام 275 ق.م و يقال أنه كان السبب في إطلاق اسم «المخلص» عليه.
بدات في عهده الحرب السورية الأولى , و حاول تقليص القوة المتزايدة لبيرغامون في الأناضول لكن تكبد خسائر كبيرة و مات بعدها و خلفه على العرش ابنه الثاني أنطيوخوس الثاني.